# Library and Information Science Abstracts
La Library and Information Science Abstracts (LISA) è un database di indici e abstract specifica per bibliotecari e altri professionisti della documentazione. Copre la letteratura in ambito archivistico, biblioteconomico e in scienza dell'informazione sin dal 1969 e indicizza oltre 440 periodici da quasi 70 paesi in più di 20 diverse lingue. Gli abstract riguardano articoli e atti di convegni, conferenze, seminari, monografie, tesi di laurea e rapporti tecnici.

## Contenuti
Meho e Spurgin (2005) hanno dimostrato che in una lista di 2.625 articoli pubblicati tra il 1982 e il 2002 da 68 ricercatori di 18 istituti di archivistica, biblioteconomia e scienza dell'informazione solo 10 database portavano una copertura significativa dell'ambito. I dati hanno dimostrato che Library Literature and Information Science (LLIS) indicizza la più alta percentuale di pubblicazioni in questo ambito disciplinare (31,2%), seguita da INSPEC (30,6%), Social Sciences Citation Index (SSCI) (29,6%), e LISA (27,2%). Secondo i risultati di questo studio, LISA è quindi il quarto database per copertura.
Altri repertori di archivistica, biblioteconomia e scienza dell'informazione
- Education Resources Information Center (ERIC)[2]: è una base di dati finanziata dall'Institute of Education Sciences del Dipartimento dell'istruzione U.S.A., che dal 2006 fornisce accesso gratuito a più di 1.1 milioni di citazioni risalenti al 1966 e a più di 107.000 documenti testuali pubblicati fra il 1993 e il 2004. Le aree tematiche coperte sono; matematica, ambiente e scienze dell'educazione.
- Inspec
- Library, Information Science & Technology Abstracts (LISTA): indicizza 560 riviste di tipo core, 50 di tipo di prioritario e 125 selettive[3], oltre a monografie, report di ricerca e atti di convegni nell'ambito della biblioteconomica, classificazione, catalogazione, bibliometria, funzionalità online, aggiornamento e gestione dell'informazione. La copertura temporale decorre dal 1960.
- Library Literature and Information Science[4]: database bibliografico che indicizza 410 periodici di biblioteconomia e scienze dell'informazione a diffusione internazionale, oltre a monografie e singoli capitoli, tesine bibliografiche e pamphlet. La copertura temporale parte dal 1984 per i record bibliografici e gli abstract, e dal 1997 per i contenuti disponibili in modalità testo integrale. Nel 2011, l'indice fu venduto dalla casa madre H. W. Wilson Company alla EBSCO Publishing, all'interno di un pacchetto di altri prodotti bibliografici.[5]
- Social Sciences Citation Index
- Web of Science